# 基隆要塞
基隆要塞（きいるんようさい）とは、台湾北部の基隆港防備のため設置された大日本帝国陸軍の要塞である。本項では、本要塞の任務を引き継いだ独立混成第76旅団についても述べる。

## 概要
基隆は澎湖島、高雄と共に、台湾防衛上の要地であり、艦船修理、軍需品の補給や南進の基地として重要であり、その防衛のため要塞が築造された。
1900年3月、外木山砲台が着工され、1905年6月までに10砲台・堡塁が竣工した。1903年5月に基隆要塞司令部が設置された。
その後、1920年の要塞整理により兵備は縮小された。
太平洋戦争が迫った1941年9月15日に要塞部隊の動員と臨時編成が行われ、主戦力である基隆重砲兵連隊は基隆要塞重砲兵連隊（通称号：台湾4512部隊）に改称した。11月8日には要塞の準戦備が発令された。1944年10月の台湾沖航空戦の際の空襲では、要塞の対空部隊が応戦したが、人員・設備ともにかなりの損害を被った。
連合国軍の上陸に備えた戦備で、1945年1月に要塞司令部および要塞重砲兵連隊は復帰させられた。新設野戦部隊である独立混成第76旅団（兵団文字符：律）の旅団長が、要塞司令官の任務を引き継いだ。要塞重砲兵連隊は重砲兵第13連隊（通称号：律第12864部隊）に改編され、独混第76旅団に編合された。独混第76旅団は、重砲兵第13連隊のほか独立歩兵第565-567大隊を主要隷下部隊とし、港湾防空強化のため高射砲第162連隊の一部を配属されるなどしながら、終戦まで基隆周辺の防備にあたった。

## 年譜
- 1900年（明治33年）3月 外木山砲台着工
  - 8月 大武崙山堡塁着工
  - 12月 白米甕砲台着工
- 1901年（明治34年）3月 槓仔寮砲台着工
  - 5月 社寮島砲台着工
  - 11月 万人頭堡塁着工
- 1902年（明治35年）1月 大武崙山堡塁竣工
  - 3月 外木山砲台竣工
  - 7月 白米甕砲台竣工
- 1903年（明治36年）5月 基隆要塞司令部を基隆堡大沙湾庄に新設し6月8日より事務を開始[3]。
  - 9月 社寮島砲台竣工
- 1904年（明治37年）8月 万人頭堡塁竣工・八尺門砲台着工
  - 10月 槓仔寮砲台竣工
  - 12月 牛稠嶺砲台着工
- 1905年（明治38年）2月 公山尾砲台着工
  - 5月 牛稠嶺砲台竣工
  - 6月 公山尾砲台・八尺門砲台竣工
- 1945年（昭和20年）1月 要塞司令部および要塞重砲兵連隊を復帰

## 主要な施設
- 外木山砲台 ※のち火砲は高雄要塞に移動。

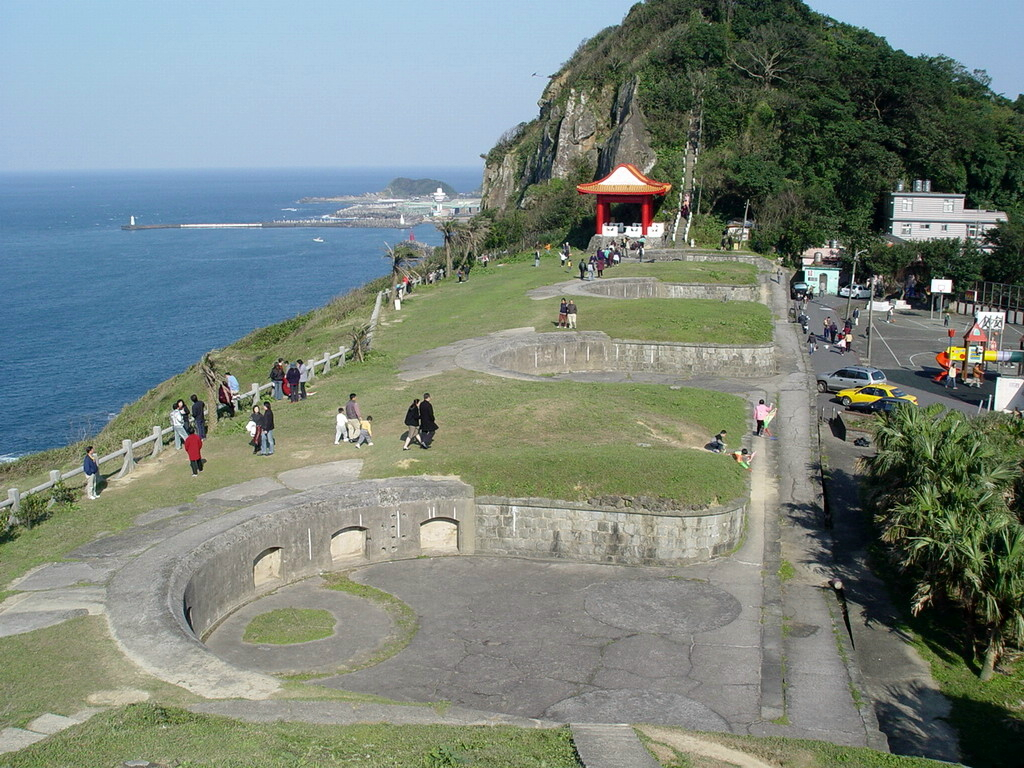
白米甕砲台の砲座遺跡（台湾基隆市中山区）

- 大武崙砲台 ※日露戦争後に廃止となり火砲を撤去し偽砲台となる。
- 白米甕砲台
- 万人頭堡塁 ※要塞整理により火砲を撤去し予備砲台となる。
- 公山尾砲台 ※要塞整理により火砲を撤去し偽砲台となる。
- 社寮東砲台
- 八尺門砲台
- 槓仔寮砲台（中国語版） ※のち火砲は高雄要塞に移動。
- 牛稠嶺砲台
- 深澳山堡塁（中国語版） ※要塞整理により火砲を撤去し廃止。

## 基隆五大砲台
- 二沙湾砲台（海門天険）
- 大武崙砲台
- 槓仔寮砲台（中国語版）
- 獅球嶺砲台（中国語版）
- 白米甕砲台

## 歴代司令官
- 野間駉 少将：1903年5月1日 -
- 柴田正孝 少将：1904年9月8日 - 1906年2月28日
- 原義成 少将：1906年3月12日 - 1907年11月13日
- 兵頭雅誉 少将：1907年11月13日 - 1910年3月9日
- 江藤鋪 少将：1910年3月9日 - 1910年11月30日
- 牧野淸人 少将：1910年11月30日 - 1912年12月26日
- 高瀬清二郎 少将：1912年12月26日 - 1913年8月22日
- 河北栄太郎 少将：1913年8月22日 - 1915年8月10日
- 杉山正則 少将：1915年8月10日 - 1917年8月6日
- 東乙彦 少将：1917年8月6日 -
- 曽田孝一郎 少将：1918年8月19日 -
- 庄田藤治 少将：1918年11月18日 - 1920年8月10日[4]
- 黒河内信次 少将：1920年8月10日 - 1922年8月15日[5]
- 石井常造 少将：1922年8月15日 - 1923年8月6日
- 中田鉄五郎 少将：1923年8月6日 -
- 深水武平次 少将：1925年5月1日 -
- 猪狩亮介 少将：1927年7月26日 -
- 松田常太 少将：1928年3月8日 -
- 藤本恒治 少将：1929年3月16日 -
- 秋田米吉 少将：1930年8月1日 -
- 林業 少将：1931年8月1日 - 1932年8月8日[6]
- 林幸司 少将：1932年8月8日 -
- 中島完一 少将：1934年1月23日 -
- 渡辺謙 少将：1935年3月15日 - 1936年3月23日[7]
- 間崎信夫 歩兵大佐：1936年3月28日[8] -
- 不明：1937年8月2日 -
- 下枝金之輔 少将：1938年3月1日 -
- 粟飯原秀 少将：1938年7月15日 -
- 瀬谷啓 少将：1939年10月2日 -
- 山県栗花生 少将：1940年8月1日 -
- 井上靖 少将：1941年6月28日 -
- 大須賀応 少将：1942年3月6日 - 1944年2月14日